# Rubia cretacea
Rubia cretacea är en måreväxtart som beskrevs av Antonina Ivanovna Pojarkova. Rubia cretacea ingår i släktet krappar, och familjen måreväxter.
Artens utbredningsområde är Kazakstan. Inga underarter finns listade i Catalogue of Life.